# Domenico Ercole del Rio
Domenico Ercole del Rio (* 1723 oder 1726 in Guiglia; † 23. Mai 1802 in Modena) war ein italienischer Schachspieler.

## Leben und Werk
Rio war Stadtrat in Modena und gilt als Begründer der italienischen Schachschule, welche die Wichtigkeit der schnellen Entwicklung der Figuren in der Eröffnung betonte. Empfohlen wurde die heute so genannte Italienische Partie. Rio veröffentlichte im Jahr 1750 unter dem Pseudonym Anonimo Modenese sein einziges Buch Sopra il giuoco degli scacchi osservazioni pratiche (deutsch: Praktische Betrachtungen über das Schachspiel). Es bildete die Grundlage des dreizehn Jahre später erschienenen, ausführlicheren Werkes von Giambattista Lolli.
In den letzten Jahren seines Lebens vollendete Del Rio noch eine Arbeit unter dem Titel La guerra degli scacchi, in der er seine Analysen des Königs- und Damengambits sowie einer Reihe von Endspielen zusammenfasste. Dieses Manuskript galt lange Zeit als verschollen. Vor mehr als zwanzig Jahren wurde es jedoch in der Sammlung von John White in der Bibliothek von Cleveland wiederentdeckt, ins Englische übersetzt (The war of chessmen) und 1984 zusammen mit dem Originaltext veröffentlicht.

## Endspielstudie
|   | a | b | c | d | e | f | g | h |   |
| 8 |   |   |   |   |   |   |   |   | 8 |
| 7 |   |   |   |   |   |   |   |   | 7 |
| 6 |   |   |   |   |   |   |   |   | 6 |
| 5 |   |   |   |   |   |   |   |   | 5 |
| 4 |   |   |   |   |   |   |   |   | 4 |
| 3 |   |   |   |   |   |   |   |   | 3 |
| 2 |   |   |   |   |   |   |   |   | 2 |
| 1 |   |   |   |   |   |   |   |   | 1 |
|   | a | b | c | d | e | f | g | h |   |

In seinem Buch finden sich auch einige Endspielstudien:
Die Diagrammstellung scheint für Weiß verloren, denn er kann nicht verhindern, dass Schwarz im nächsten Zug ein Turmschach gibt und damit den Weg für die Umwandlung des Bauern a2 freimacht. Weiß kann jedoch auf Patt spielen:
1. Kg4–g5 Ta1–g1+

2. Kg5–h6 a2–a1D

3. Ta7–a8+! Da1xa8 patt.